# Skoliose
Skoliose (fra græsk σκολίοσις, skoliosis, skævhed) eller rygskævhed er en sygdom, hvor rygsøjlen er deform sådan, at den har en krumning til siden. Oftest vil ryggen have to krumninger, sådan at man på en patients ryg kan se, at rygsøjlen har form som et S. Sædvanligvis vil rygsøjlen også være roteret.
Skoliose kan forekomme hos alle hvirveldyr, også fisk. Hos mennesker blev skoliose første gange omtalt i oldtiden af den græske læge Hippokrates.

## Klassifikation
Sygdommen overopdeles i:
- Funktionel skoliose
- Strukturel skoliose

### Funktionelle skolioser
Kaldes også sekundære skolioser, da de er forårsaget af anden sygdom. Rygsøjlen er således i sig selv lige.
Opdeles i:
- Statiske skolioser: Skoliose af let grad uden rotation, som skyldes bækkenskævhed, enten pga. en asymetrisk opbygning af bækkenet eller pga. benlængdeforskel.
- Idiopatisk funktionel skoliose: En skoliose af let grad uden rotation, som rettes ud i liggende stilling. Som navnet (idiopatisk) antyder er årsagen ukendt.
- Ischiasskoliose: Skoliose pga. rygsmerter, hvor rygmusklerne er fastlåste i krampe. Oftest forårsaget af diskusprolaps. Rettes ikke ud i liggende stilling.
- Hysterisk skoliose: Sjælden tilstand. Meget svær diagnose at stille, da alle andre typer skoliose skal udelukkes, men skyldes psykisk forstyrrelse. Karakteristisk er, at graden af skoliose varierer betydeligt fra den ene undersøgelse til den anden, samt at skoliosen helt forsvinder under fuld narkose.

### Strukturelle skolioser
Rygsøjlen er i sig selv skæv og oftest tillige roteret.
Opdeles i:
- Congenit, medfødt
- Idiopatisk, opstået efter fødslen uden kendt årsag

Den idiopatiske skolise, der er langt den hyppigste, underopdeles i tre grupper, efter hvornår den er opstået.
- Infantil — fra fødsel til tre års alderen
- Juvenil — fra tre års alderen til ni års alderen
- Adolescent — fra ni års alderen til voksen

Den adolescente skolise er den almindeligste idiopatiske skoliose. Med andre ord bliver skoliosen ofte synlig eller mærkbart forværret under teenageårene.

## Behandling
I omkring 80% af tilfældene er årsagen ukendt. Den almindeligste form, adolescent idiopatisk skoliose, er delvist arvelig. Kvinder har oftere sygdommen end mænd. Alle former for skoliose kan korsetbehandles, men især den idiopatiske skoliose korsetbehandles, eftersom denne har det specielle forhold, at den har en tendens til at progrediere (udvikles til det værre). Også en congenit eller en sekundær skoliose, f.eks. pga. fraktur(er) ville kunne korsetbehandles, men i praksis vil så alvorlige frakturer fra starten blive operativt behandlet, hvorved rygsøjlen bliver så ret, at senere behandling, f.eks. med korset, ikke bliver aktuelt. Visse frakturer behandles dog med et specielt korset, se nedenfor.
Der er tre måder at konfrontere sygdommen på:
1. Observation (almindeligst)
2. Korsetbehandling
3. Operation

### Observation
Patientens skoliose måles på røntgenbilleder samt på kroppens overflade, typisk hver 6. til 12. måned, og hvis den ikke progredierer og/eller er under behandlingsgrænsen startes ingen behandling.

### Korsetbehandling
Hvis sygdommen overstiger et vist antal grader i vinkelmålingerne i sideplanet og/eller i rotation og/eller der er en progression (dvs. sygdommen gradvist forværres over et stykke tid) anvendes et ortopædisk korset. I dag bruges betegnelsen korset i medicinsk sammenhæng, og dets rette navn er det ortopædiske korset, som tilhører gruppen af ortoser. Det bruges således af ortopædkirurgerne, og den faste støtte, som det ortopædiske korset giver omkring rygsøjlen gør, at korsettet kan anvendes ved skoliose.
Der anvendes typisk et såkaldt Milwaukee- eller hyppigere et Bostonkorset, og der er for nylig opfundet et nyt, lettere korset i USA, der virker lovende. Støttepunkter (se nedenfor), minimum 3: Ovenfor og nedenfor skoliosens toppunkt, på dens konkave side, samt midt på siden af den konvekse side (toppunktet). Støtter især i sideretningen. Bæres 23 timer i døgnet i typisk flere år i vækstperioden, hvis der er fare for at sygdommens ellers vil forværres.

### Operation
Ved mere alvorlige skolioser og/eller hurtig progression kan det blive nødvendigt med operativ behandling (dvs. kirurgisk behandling), hvor ortopædkirurgen indopererer titaniumstænger omkring rygsøjlen til at holde denne lige. Operationen hedder korrekt spinal fusion, men kaldes i lægejargon instrumentering.

## Andre behandlingsområder for det ortopædiske korset
Det ortopædiske korset har yderligere nogle anvendelsesindikationer.
Ved visse typer frakturer (brud) på rygsøjlen. Det drejer sig om primært enkeltstående eller få frakturer og primært af kompressionstypen. Typisk bruges et såkaldt 3-punktskorset, der støtter 3 steder (se støttepunkter nedenfor): Ovenfor og nedenfor frakturen/frakturerne på rygsiden samt foran på thorax på brystbenet. Støtter især i foran-bagudretningen. Bæres 24 timer i døgnet i typisk flere måneder.
Korsettet kan også i enkelte tilfælde anvendes ved såkaldte neuromuskulære sygdomme, såsom cerebral parese (spasticitet), Multipel sclerose m.fl. idet disse tilstande netop kan give sekundær skoliose.

## Opbygning og funktion af det ortopædiske korset
Det skal pointeres, at det ortopædiske korset kun har navnet tilfælles med beklædningsgenstanden korset. Beklædningsgenstanden giver medicinske problemer, da den indsnører og dermed indskrænker rumfanget af bughulen, og sekundært dertil brysthulen og dermed vejrtrækningsfunktionen.
Det ortopædiske korset er en hård skal af kunststof med perfekt pasform, specialfremstillet til den enkelte patient således, at det giver en hård støtte af patientens torso, og dermed rygsøjle. Børn og teenagere i vækst får med 6 til 12 måneders mellemrum fremstillet et nyt korset for at pasformen skal være optimal.
Ved korsettets støttepunkter forstås de områder på patientens krop, som korsettet støttes af m.h.p. at støtte det syge område. Støttepunkterne er patientens egen thorax (brystkasse inklusive brystbenet, der er hård), samt rygsøjlen (der tillige er hård). Endvidere støtter visse korsetter på hoftekammene. Hele bugområdet er frit, dels fordi korsettet kun kan have støttepunkter på kroppens hårde områder og dels for ikke at skabe problemer for patienten, specielt i form af indskrækning af vejrtrækningen.